# Пам Ривер-Клер Мел (Флорида)
Пам Ривер-Клер Мел (енгл. Palm River-Clair Mel) насељено је место без административног статуса у америчкој савезној држави Флорида.

## Демографија
По попису из 2010. године број становника је 21.024, што је 3.435 (19,5%) становника више него 2000. године.
| Група             | 2000.         | 2010.         |
| Белци             | 7.095 (40,3%) | 6.006 (28,6%) |
| Афроамериканци    | 6.087 (34,6%) | 6.336 (30,1%) |
| Азијати           | 213 (1,2%)    | 461 (2,2%)    |
| Хиспаноамериканци | 3.958 (22,5%) | 8.214 (39,1%) |
| Укупно            | 17.589        | 21.024        |